# 西国東郡

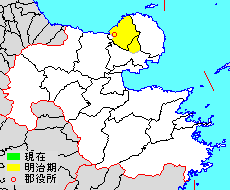
大分県西国東郡の位置

西国東郡（にしくにさきぐん）は、大分県にあった郡。

## 郡域
1878年（明治11年）に行政区画として発足した当時の郡域は、下記の区域にあたる。
- 豊後高田市の大部分（水崎を除く）
- 杵築市の一部（大田各町）

## 歴史

### 郡発足までの沿革
- 「旧高旧領取調帳」に記載されている明治初年時点での、国東郡のうち後の本郡域の支配は以下の通り。（94村）

| 知行   | 知行           | 村数 | 村名 |
| ------ | -------------- | ---- | --- |
| 幕府領 | 熊本藩預地     | 3村  | 呉崎新田、鹿伏新田、和田新田 |
| 藩領   | 肥前島原藩     | 55村 | 高田村、芝崎村、田福村、川原村、野辺村、雷村、志手村、犬田村、楢林村、下来縄村、上来縄村、森村、佐野村、奥畑村、知恩寺村、高宇田村、鴨尾村、小田原村、横嶺村、小崎村、中村、間戸村、真木村、陽平村、薗木村、池部村、熊野村、田ノ口村、大曲村、観音堂村、上野村、相原村、蕗村、一畑村、加礼川村、梅木村、新城村、松行村、築地村、荒尾村、長岩屋村、大力村、払田村、算所村、中伏村、入津原村、草地村、大平村、下黒土村、白木原村、俣見村、赤木村、波多方村、下波多方村、石丸村 |
| 藩領   | 日向延岡藩     | 32村 | 菊山村、金屋村、大村、浜村、庄屋村、恵良村、西畑村、泊村、臼野村、横内村、山畑村、小畑村、常盤村、湯原村、徳六村、城前村、大岩屋村、有寺村、上黒土村、三畑村、小河内村、狩場村、堅来村、小池村、羽根村、香々地村、樋口村、見目村、夷村、長小野村、佐古村、唐櫃村 |
| 藩領   | 豊後杵築藩     | 3村  | 小野村、岸奈村、永松村 |
| 藩領   | 杵築藩・島原藩 | 1村  | 沓掛村 |

- 慶応4年8月28日（1868年10月13日） - 熊本藩預地が日田県の管轄となる[8]。
- 明治4年
  - 2月22日（1871年4月11日） - 領知替えにより延岡藩領が日田県の管轄となる。
  - 7月14日（1871年8月29日） - 廃藩置県により、藩領が島原県、杵築県の管轄となる。
  - 11月14日（1871年12月25日） - 第1次府県統合により、全域が大分県の管轄となる。
- 明治5年（1872年） - 岸奈村が永松村に合併。（93村）
- 明治8年（1875年）3月 - 以下の各村の統合が行われる。（50村）
  - 西真玉村 ← 和田新田、金屋村、大村、湯原村、徳六村
  - 玉津村 ← 芝崎村、志手村
  - 美和村 ← 田福村、川原村、野辺村、雷村
  - 界村 ← 犬田村、楢林村
  - 来縄村 ← 下来縄村、上来縄村
  - 鼎村 ← 知恩寺村、高宇田村、鴨尾村
  - 嶺崎村 ← 横嶺村、小崎村
  - 真中村 ← 中村、間戸村、真木村、菊山村
  - 平野村 ← 陽平村、薗木村、熊野村、田ノ口村、大曲村、観音堂村
  - 新栄村 ← 算所村、中伏村、入津原村
  - 黒土村 ← 下黒土村、上黒土村、三畑村、小河内村、狩場村
  - 俣水村 ← 俣見村、赤水村
  - 中真玉村 ← 浜村、庄屋村、恵良村、西畑村、常盤村
  - 東真玉村 ← 泊村、臼野村、横内村、山畑村
  - 上香々地村 ← 長小野村、佐古村
  - 草地村 ← 草地村、鹿伏新田
  - 佐野村 ← 佐野村、奥畑村
  - 波多方村 ← 波多方村、下波多方村
  - 大岩屋村 ← 大岩屋村、有寺村
  - 堅来村 ← 堅来村、小池村
  - 香々地村 ← 香々地村、樋口村、唐櫃村

### 郡発足以降の沿革
- 明治11年（1878年）11月1日 - 郡区町村編制法の大分県での施行により、国東郡のうち高田村ほか50村の区域に行政区画としての西国東郡が発足。郡役所が高田村に設置。

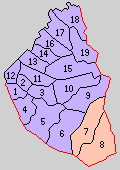
1.高田町 2.玉津村 3.美和村 4.来縄村 5.河内村 6.田染村 7.田原村 8.朝田村 9.東都甲村 10.西都甲村 11.草地村 12.呉崎村 13.西真玉村 14.中真玉村 15.上真玉村 16.臼野村 17.三浦村 18.岬村 19.三重村（紫：豊後高田市 橙：杵築市）

- 明治22年（1889年）4月1日 - 町村制の施行により、以下の町村が発足。特記以外は全域が現・豊後高田市。（1町18村）
  - 高田町（高田村が単独町制）
  - 玉津村 ← 玉津村、新栄村
  - 美和村 ← 美和村、鼎村、払田村
  - 来縄村 ← 来縄村、界村
  - 河内村 ← 小田原村、森村、佐野村
  - 田染村 ← 嶺崎村、真中村、平野村、池部村、相原村、上野村、蕗村
  - 田原村 ← 沓掛村、永松村、小野村、石丸村（現・杵築市）
  - 朝田村 ← 俣水村、波多方村、白木原村（現・杵築市）
  - 東都甲村 ← 新城村、梅木村、加礼川村、一畑村
  - 西都甲村 ← 長岩屋村、大力村、荒尾村、築地村、松行村
  - 草地村（単独村制）
  - 呉崎村（呉崎新田が単独村制）
  - 西真玉村 ← 西真玉村、大平村
  - 中真玉村（単独村制）
  - 上真玉村 ← 城前村、大岩屋村、黒土村[旧狩場村を除く]
  - 臼野村（東真玉村が単独村制）
  - 三浦村 ← 堅来村、小畑村、羽根村
  - 岬村 ← 香々地村、見目村
  - 三重村 ← 上香々地村、夷村、黒土村[旧狩場村]
- 明治24年（1891年）4月1日 - 郡制を施行。
- 明治28年（1895年）7月23日 - 玉津村が町制施行して玉津町となる。（2町17村）
- 明治40年（1907年）4月1日 - 高田町・玉津町・来縄村・美和村が合併し、改めて高田町が発足。（1町15村）
- 大正8年（1919年）1月1日 - 岬村が町制施行・改称して香々地町となる。（2町14村）
- 大正12年（1923年）4月1日 - 郡会が廃止。郡役所は存続。
- 大正15年（1926年）7月1日 - 郡役所が廃止。以降は地域区分名称となる。
- 昭和16年（1941年）4月1日 - 西真玉村・中真玉村が合併して真玉村が発足。（2町13村）
- 昭和17年（1942年）7月1日 - 「西国東地方事務所」が高田町に設置され、本郡を管轄。
- 昭和26年（1951年）4月1日 - 高田町・草地村・河内村・西都甲村・東都甲村が合併し、改めて高田町が発足。（2町9村）
- 昭和29年（1954年）
  - 3月31日（2町6村）
    - 真玉村・臼野村・上真玉村が合併し、改めて真玉村が発足。
    - 呉崎村が高田町に編入。

  - 5月10日 - 高田町が改称して豊後高田町となる。
  - 5月31日 - 田染村が豊後高田町に編入。同日豊後高田町が市制施行して豊後高田市となり、郡より離脱。（1町5村）
  - 8月31日 - 香々地町・三浦村・三重村が合併し、改めて香々地町が発足。（1町3村）
  - 10月1日 - 田原村・朝田村が合併して大田村が発足。（1町2村）
- 昭和30年（1955年）1月1日 - 真玉村が町制施行して真玉町となる。（2町1村）
- 平成17年（2005年）
  - 3月31日 - 真玉町・香々地町が豊後高田市と合併し、改めて豊後高田市が発足、郡より離脱。（1村）
  - 10月1日 - 大田村が杵築市・速見郡山香町と合併し、改めて杵築市が発足。同日西国東郡消滅。

### 変遷表
| 明治以前   | 明治初年 - 明治22年 | 明治22年 4月1日 町村制施行 | 明治22年 - 明治33年         | 明治34年 - 昭和19年             | 昭和20年 - 昭和64年          | 昭和20年 - 昭和64年             | 昭和20年 - 昭和64年                                  | 平成元年 - 現在              | 現在       |
| ---------- | ------------------- | -------------------------- | --------------------------- | ------------------------------- | ---------------------------- | ------------------------------- | ---------------------------------------------------- | ---------------------------- | ---------- |
| 高田村     | 高田村              | 高田町                     | 高田町                      | 明治40年4月1日 高田町           | 昭和26年4月1日 高田町        | 昭和29年5月10日 改称 豊後高田町 | 昭和29年5月31日 市制 豊後高田市                      | 平成17年3月31日 豊後高田市   | 豊後高田市 |
| 芝崎村     | 明治8年 玉津村      | 玉津村                     | 明治28年7月12日 町制 玉津町 | 明治40年4月1日 高田町           | 昭和26年4月1日 高田町        | 昭和29年5月10日 改称 豊後高田町 | 昭和29年5月31日 市制 豊後高田市                      | 平成17年3月31日 豊後高田市   | 豊後高田市 |
| 志手村     | 明治8年 玉津村      | 玉津村                     | 明治28年7月12日 町制 玉津町 | 明治40年4月1日 高田町           | 昭和26年4月1日 高田町        | 昭和29年5月10日 改称 豊後高田町 | 昭和29年5月31日 市制 豊後高田市                      | 平成17年3月31日 豊後高田市   | 豊後高田市 |
| 算所村     | 明治8年 新栄村      | 玉津村                     | 明治28年7月12日 町制 玉津町 | 明治40年4月1日 高田町           | 昭和26年4月1日 高田町        | 昭和29年5月10日 改称 豊後高田町 | 昭和29年5月31日 市制 豊後高田市                      | 平成17年3月31日 豊後高田市   | 豊後高田市 |
| 中伏村     | 明治8年 新栄村      | 玉津村                     | 明治28年7月12日 町制 玉津町 | 明治40年4月1日 高田町           | 昭和26年4月1日 高田町        | 昭和29年5月10日 改称 豊後高田町 | 昭和29年5月31日 市制 豊後高田市                      | 平成17年3月31日 豊後高田市   | 豊後高田市 |
| 入津原村   | 明治8年 新栄村      | 玉津村                     | 明治28年7月12日 町制 玉津町 | 明治40年4月1日 高田町           | 昭和26年4月1日 高田町        | 昭和29年5月10日 改称 豊後高田町 | 昭和29年5月31日 市制 豊後高田市                      | 平成17年3月31日 豊後高田市   | 豊後高田市 |
| 下来縄村   | 明治8年 来縄村      | 来縄村                     | 来縄村                      | 明治40年4月1日 高田町           | 昭和26年4月1日 高田町        | 昭和29年5月10日 改称 豊後高田町 | 昭和29年5月31日 市制 豊後高田市                      | 平成17年3月31日 豊後高田市   | 豊後高田市 |
| 上来縄村   | 明治8年 来縄村      | 来縄村                     | 来縄村                      | 明治40年4月1日 高田町           | 昭和26年4月1日 高田町        | 昭和29年5月10日 改称 豊後高田町 | 昭和29年5月31日 市制 豊後高田市                      | 平成17年3月31日 豊後高田市   | 豊後高田市 |
| 犬田村     | 明治8年 界村        | 来縄村                     | 来縄村                      | 明治40年4月1日 高田町           | 昭和26年4月1日 高田町        | 昭和29年5月10日 改称 豊後高田町 | 昭和29年5月31日 市制 豊後高田市                      | 平成17年3月31日 豊後高田市   | 豊後高田市 |
| 楢林村     | 明治8年 界村        | 来縄村                     | 来縄村                      | 明治40年4月1日 高田町           | 昭和26年4月1日 高田町        | 昭和29年5月10日 改称 豊後高田町 | 昭和29年5月31日 市制 豊後高田市                      | 平成17年3月31日 豊後高田市   | 豊後高田市 |
| 田福村     | 明治8年 美和村      | 美和村                     | 美和村                      | 明治40年4月1日 高田町           | 昭和26年4月1日 高田町        | 昭和29年5月10日 改称 豊後高田町 | 昭和29年5月31日 市制 豊後高田市                      | 平成17年3月31日 豊後高田市   | 豊後高田市 |
| 川原村     | 明治8年 美和村      | 美和村                     | 美和村                      | 明治40年4月1日 高田町           | 昭和26年4月1日 高田町        | 昭和29年5月10日 改称 豊後高田町 | 昭和29年5月31日 市制 豊後高田市                      | 平成17年3月31日 豊後高田市   | 豊後高田市 |
| 野辺村     | 明治8年 美和村      | 美和村                     | 美和村                      | 明治40年4月1日 高田町           | 昭和26年4月1日 高田町        | 昭和29年5月10日 改称 豊後高田町 | 昭和29年5月31日 市制 豊後高田市                      | 平成17年3月31日 豊後高田市   | 豊後高田市 |
| 雷村       | 明治8年 美和村      | 美和村                     | 美和村                      | 明治40年4月1日 高田町           | 昭和26年4月1日 高田町        | 昭和29年5月10日 改称 豊後高田町 | 昭和29年5月31日 市制 豊後高田市                      | 平成17年3月31日 豊後高田市   | 豊後高田市 |
| 知恩寺村   | 明治8年 鼎村        | 美和村                     | 美和村                      | 明治40年4月1日 高田町           | 昭和26年4月1日 高田町        | 昭和29年5月10日 改称 豊後高田町 | 昭和29年5月31日 市制 豊後高田市                      | 平成17年3月31日 豊後高田市   | 豊後高田市 |
| 高宇田村   | 明治8年 鼎村        | 美和村                     | 美和村                      | 明治40年4月1日 高田町           | 昭和26年4月1日 高田町        | 昭和29年5月10日 改称 豊後高田町 | 昭和29年5月31日 市制 豊後高田市                      | 平成17年3月31日 豊後高田市   | 豊後高田市 |
| 鴨尾村     | 明治8年 鼎村        | 美和村                     | 美和村                      | 明治40年4月1日 高田町           | 昭和26年4月1日 高田町        | 昭和29年5月10日 改称 豊後高田町 | 昭和29年5月31日 市制 豊後高田市                      | 平成17年3月31日 豊後高田市   | 豊後高田市 |
| 払田村     | 払田村              | 美和村                     | 美和村                      | 明治40年4月1日 高田町           | 昭和26年4月1日 高田町        | 昭和29年5月10日 改称 豊後高田町 | 昭和29年5月31日 市制 豊後高田市                      | 平成17年3月31日 豊後高田市   | 豊後高田市 |
| 小田原村   | 小田原村            | 河内村                     | 河内村                      | 河内村                          | 昭和26年4月1日 高田町        | 昭和29年5月10日 改称 豊後高田町 | 昭和29年5月31日 市制 豊後高田市                      | 平成17年3月31日 豊後高田市   | 豊後高田市 |
| 森村       | 森村                | 河内村                     | 河内村                      | 河内村                          | 昭和26年4月1日 高田町        | 昭和29年5月10日 改称 豊後高田町 | 昭和29年5月31日 市制 豊後高田市                      | 平成17年3月31日 豊後高田市   | 豊後高田市 |
| 佐野村     | 明治8年 佐野村      | 河内村                     | 河内村                      | 河内村                          | 昭和26年4月1日 高田町        | 昭和29年5月10日 改称 豊後高田町 | 昭和29年5月31日 市制 豊後高田市                      | 平成17年3月31日 豊後高田市   | 豊後高田市 |
| 奥畑村     | 明治8年 佐野村      | 河内村                     | 河内村                      | 河内村                          | 昭和26年4月1日 高田町        | 昭和29年5月10日 改称 豊後高田町 | 昭和29年5月31日 市制 豊後高田市                      | 平成17年3月31日 豊後高田市   | 豊後高田市 |
| 新城村     | 新城村              | 東都甲村                   | 東都甲村                    | 東都甲村                        | 昭和26年4月1日 高田町        | 昭和29年5月10日 改称 豊後高田町 | 昭和29年5月31日 市制 豊後高田市                      | 平成17年3月31日 豊後高田市   | 豊後高田市 |
| 梅木村     | 梅木村              | 東都甲村                   | 東都甲村                    | 東都甲村                        | 昭和26年4月1日 高田町        | 昭和29年5月10日 改称 豊後高田町 | 昭和29年5月31日 市制 豊後高田市                      | 平成17年3月31日 豊後高田市   | 豊後高田市 |
| 加礼川村   | 加礼川村            | 東都甲村                   | 東都甲村                    | 東都甲村                        | 昭和26年4月1日 高田町        | 昭和29年5月10日 改称 豊後高田町 | 昭和29年5月31日 市制 豊後高田市                      | 平成17年3月31日 豊後高田市   | 豊後高田市 |
| 一畑村     | 一畑村              | 東都甲村                   | 東都甲村                    | 東都甲村                        | 昭和26年4月1日 高田町        | 昭和29年5月10日 改称 豊後高田町 | 昭和29年5月31日 市制 豊後高田市                      | 平成17年3月31日 豊後高田市   | 豊後高田市 |
| 長岩屋村   | 長岩屋村            | 西都甲村                   | 西都甲村                    | 西都甲村                        | 昭和26年4月1日 高田町        | 昭和29年5月10日 改称 豊後高田町 | 昭和29年5月31日 市制 豊後高田市                      | 平成17年3月31日 豊後高田市   | 豊後高田市 |
| 大力村     | 大力村              | 西都甲村                   | 西都甲村                    | 西都甲村                        | 昭和26年4月1日 高田町        | 昭和29年5月10日 改称 豊後高田町 | 昭和29年5月31日 市制 豊後高田市                      | 平成17年3月31日 豊後高田市   | 豊後高田市 |
| 荒尾村     | 荒尾村              | 西都甲村                   | 西都甲村                    | 西都甲村                        | 昭和26年4月1日 高田町        | 昭和29年5月10日 改称 豊後高田町 | 昭和29年5月31日 市制 豊後高田市                      | 平成17年3月31日 豊後高田市   | 豊後高田市 |
| 築地村     | 築地村              | 西都甲村                   | 西都甲村                    | 西都甲村                        | 昭和26年4月1日 高田町        | 昭和29年5月10日 改称 豊後高田町 | 昭和29年5月31日 市制 豊後高田市                      | 平成17年3月31日 豊後高田市   | 豊後高田市 |
| 松行村     | 松行村              | 西都甲村                   | 西都甲村                    | 西都甲村                        | 昭和26年4月1日 高田町        | 昭和29年5月10日 改称 豊後高田町 | 昭和29年5月31日 市制 豊後高田市                      | 平成17年3月31日 豊後高田市   | 豊後高田市 |
| 草地村     | 明治8年 草地村      | 草地村                     | 草地村                      | 草地村                          | 昭和26年4月1日 高田町        | 昭和29年5月10日 改称 豊後高田町 | 昭和29年5月31日 市制 豊後高田市                      | 平成17年3月31日 豊後高田市   | 豊後高田市 |
| 鹿伏新田   | 明治8年 草地村      | 草地村                     | 草地村                      | 草地村                          | 昭和26年4月1日 高田町        | 昭和29年5月10日 改称 豊後高田町 | 昭和29年5月31日 市制 豊後高田市                      | 平成17年3月31日 豊後高田市   | 豊後高田市 |
| 呉崎新田   | 呉崎新田            | 呉崎村                     | 呉崎村                      | 呉崎村                          | 昭和29年3月31日 高田町に編入 | 昭和29年5月10日 改称 豊後高田町 | 昭和29年5月31日 市制 豊後高田市                      | 平成17年3月31日 豊後高田市   | 豊後高田市 |
| 横嶺村     | 明治8年 嶺崎村      | 田染村                     | 田染村                      | 田染村                          | 田染村                       | 田染村                          | 昭和29年5月31日 豊後高田町に編入 即日市制 豊後高田市 | 平成17年3月31日 豊後高田市   | 豊後高田市 |
| 小崎村     | 明治8年 嶺崎村      | 田染村                     | 田染村                      | 田染村                          | 田染村                       | 田染村                          | 昭和29年5月31日 豊後高田町に編入 即日市制 豊後高田市 | 平成17年3月31日 豊後高田市   | 豊後高田市 |
| 中村       | 明治8年 真中村      | 田染村                     | 田染村                      | 田染村                          | 田染村                       | 田染村                          | 昭和29年5月31日 豊後高田町に編入 即日市制 豊後高田市 | 平成17年3月31日 豊後高田市   | 豊後高田市 |
| 間戸村     | 明治8年 真中村      | 田染村                     | 田染村                      | 田染村                          | 田染村                       | 田染村                          | 昭和29年5月31日 豊後高田町に編入 即日市制 豊後高田市 | 平成17年3月31日 豊後高田市   | 豊後高田市 |
| 真木村     | 明治8年 真中村      | 田染村                     | 田染村                      | 田染村                          | 田染村                       | 田染村                          | 昭和29年5月31日 豊後高田町に編入 即日市制 豊後高田市 | 平成17年3月31日 豊後高田市   | 豊後高田市 |
| 菊山村     | 明治8年 真中村      | 田染村                     | 田染村                      | 田染村                          | 田染村                       | 田染村                          | 昭和29年5月31日 豊後高田町に編入 即日市制 豊後高田市 | 平成17年3月31日 豊後高田市   | 豊後高田市 |
| 陽平村     | 明治8年 平野村      | 田染村                     | 田染村                      | 田染村                          | 田染村                       | 田染村                          | 昭和29年5月31日 豊後高田町に編入 即日市制 豊後高田市 | 平成17年3月31日 豊後高田市   | 豊後高田市 |
| 薗木村     | 明治8年 平野村      | 田染村                     | 田染村                      | 田染村                          | 田染村                       | 田染村                          | 昭和29年5月31日 豊後高田町に編入 即日市制 豊後高田市 | 平成17年3月31日 豊後高田市   | 豊後高田市 |
| 熊野村     | 明治8年 平野村      | 田染村                     | 田染村                      | 田染村                          | 田染村                       | 田染村                          | 昭和29年5月31日 豊後高田町に編入 即日市制 豊後高田市 | 平成17年3月31日 豊後高田市   | 豊後高田市 |
| 田ノ口村   | 明治8年 平野村      | 田染村                     | 田染村                      | 田染村                          | 田染村                       | 田染村                          | 昭和29年5月31日 豊後高田町に編入 即日市制 豊後高田市 | 平成17年3月31日 豊後高田市   | 豊後高田市 |
| 大曲村     | 明治8年 平野村      | 田染村                     | 田染村                      | 田染村                          | 田染村                       | 田染村                          | 昭和29年5月31日 豊後高田町に編入 即日市制 豊後高田市 | 平成17年3月31日 豊後高田市   | 豊後高田市 |
| 観音堂村   | 明治8年 平野村      | 田染村                     | 田染村                      | 田染村                          | 田染村                       | 田染村                          | 昭和29年5月31日 豊後高田町に編入 即日市制 豊後高田市 | 平成17年3月31日 豊後高田市   | 豊後高田市 |
| 池部村     | 池部村              | 田染村                     | 田染村                      | 田染村                          | 田染村                       | 田染村                          | 昭和29年5月31日 豊後高田町に編入 即日市制 豊後高田市 | 平成17年3月31日 豊後高田市   | 豊後高田市 |
| 相原村     | 相原村              | 田染村                     | 田染村                      | 田染村                          | 田染村                       | 田染村                          | 昭和29年5月31日 豊後高田町に編入 即日市制 豊後高田市 | 平成17年3月31日 豊後高田市   | 豊後高田市 |
| 上野村     | 上野村              | 田染村                     | 田染村                      | 田染村                          | 田染村                       | 田染村                          | 昭和29年5月31日 豊後高田町に編入 即日市制 豊後高田市 | 平成17年3月31日 豊後高田市   | 豊後高田市 |
| 蕗村       | 蕗村                | 田染村                     | 田染村                      | 田染村                          | 田染村                       | 田染村                          | 昭和29年5月31日 豊後高田町に編入 即日市制 豊後高田市 | 平成17年3月31日 豊後高田市   | 豊後高田市 |
| 香々地村   | 明治8年 香々地村    | 岬村                       | 岬村                        | 大正8年1月1日 町制改称 香々地町 | 香々地町                     | 香々地町                        | 昭和29年8月31日 香々地町                             | 平成17年3月31日 豊後高田市   | 豊後高田市 |
| 樋口村     | 明治8年 香々地村    | 岬村                       | 岬村                        | 大正8年1月1日 町制改称 香々地町 | 香々地町                     | 香々地町                        | 昭和29年8月31日 香々地町                             | 平成17年3月31日 豊後高田市   | 豊後高田市 |
| 唐櫃村     | 明治8年 香々地村    | 岬村                       | 岬村                        | 大正8年1月1日 町制改称 香々地町 | 香々地町                     | 香々地町                        | 昭和29年8月31日 香々地町                             | 平成17年3月31日 豊後高田市   | 豊後高田市 |
| 見目村     | 見目村              | 岬村                       | 岬村                        | 大正8年1月1日 町制改称 香々地町 | 香々地町                     | 香々地町                        | 昭和29年8月31日 香々地町                             | 平成17年3月31日 豊後高田市   | 豊後高田市 |
| 堅来村     | 明治8年 堅来村      | 三浦村                     | 三浦村                      | 三浦村                          | 三浦村                       | 三浦村                          | 昭和29年8月31日 香々地町                             | 平成17年3月31日 豊後高田市   | 豊後高田市 |
| 小池村     | 明治8年 堅来村      | 三浦村                     | 三浦村                      | 三浦村                          | 三浦村                       | 三浦村                          | 昭和29年8月31日 香々地町                             | 平成17年3月31日 豊後高田市   | 豊後高田市 |
| 小畑村     | 小畑村              | 三浦村                     | 三浦村                      | 三浦村                          | 三浦村                       | 三浦村                          | 昭和29年8月31日 香々地町                             | 平成17年3月31日 豊後高田市   | 豊後高田市 |
| 羽根村     | 羽根村              | 三浦村                     | 三浦村                      | 三浦村                          | 三浦村                       | 三浦村                          | 昭和29年8月31日 香々地町                             | 平成17年3月31日 豊後高田市   | 豊後高田市 |
| 長小野村   | 明治8年 上香々地村  | 三重村                     | 三重村                      | 三重村                          | 三重村                       | 三重村                          | 昭和29年8月31日 香々地町                             | 平成17年3月31日 豊後高田市   | 豊後高田市 |
| 佐古村     | 明治8年 上香々地村  | 三重村                     | 三重村                      | 三重村                          | 三重村                       | 三重村                          | 昭和29年8月31日 香々地町                             | 平成17年3月31日 豊後高田市   | 豊後高田市 |
| 夷村       | 夷村                | 三重村                     | 三重村                      | 三重村                          | 三重村                       | 三重村                          | 昭和29年8月31日 香々地町                             | 平成17年3月31日 豊後高田市   | 豊後高田市 |
| 狩場村     | 明治8年 黒土村      | 三重村                     | 三重村                      | 三重村                          | 三重村                       | 三重村                          | 昭和29年8月31日 香々地町                             | 平成17年3月31日 豊後高田市   | 豊後高田市 |
| 下黒土村   | 明治8年 黒土村      | 上真玉村                   | 上真玉村                    | 上真玉村                        | 昭和29年3月31日 真玉村       | 昭和29年3月31日 真玉村          | 昭和30年1月1日 町制 真玉町                           | 平成17年3月31日 豊後高田市   | 豊後高田市 |
| 有寺村     | 明治8年 黒土村      | 上真玉村                   | 上真玉村                    | 上真玉村                        | 昭和29年3月31日 真玉村       | 昭和29年3月31日 真玉村          | 昭和30年1月1日 町制 真玉町                           | 平成17年3月31日 豊後高田市   | 豊後高田市 |
| 上黒土村   | 明治8年 黒土村      | 上真玉村                   | 上真玉村                    | 上真玉村                        | 昭和29年3月31日 真玉村       | 昭和29年3月31日 真玉村          | 昭和30年1月1日 町制 真玉町                           | 平成17年3月31日 豊後高田市   | 豊後高田市 |
| 三畑村     | 明治8年 黒土村      | 上真玉村                   | 上真玉村                    | 上真玉村                        | 昭和29年3月31日 真玉村       | 昭和29年3月31日 真玉村          | 昭和30年1月1日 町制 真玉町                           | 平成17年3月31日 豊後高田市   | 豊後高田市 |
| 大岩屋村   | 明治8年 大岩屋村    | 上真玉村                   | 上真玉村                    | 上真玉村                        | 昭和29年3月31日 真玉村       | 昭和29年3月31日 真玉村          | 昭和30年1月1日 町制 真玉町                           | 平成17年3月31日 豊後高田市   | 豊後高田市 |
| 小河内村   | 明治8年 大岩屋村    | 上真玉村                   | 上真玉村                    | 上真玉村                        | 昭和29年3月31日 真玉村       | 昭和29年3月31日 真玉村          | 昭和30年1月1日 町制 真玉町                           | 平成17年3月31日 豊後高田市   | 豊後高田市 |
| 城前村     | 城前村              | 上真玉村                   | 上真玉村                    | 上真玉村                        | 昭和29年3月31日 真玉村       | 昭和29年3月31日 真玉村          | 昭和30年1月1日 町制 真玉町                           | 平成17年3月31日 豊後高田市   | 豊後高田市 |
| 泊村       | 明治8年 東真玉村    | 臼野村                     | 臼野村                      | 臼野村                          | 昭和29年3月31日 真玉村       | 昭和29年3月31日 真玉村          | 昭和30年1月1日 町制 真玉町                           | 平成17年3月31日 豊後高田市   | 豊後高田市 |
| 臼野村     | 明治8年 東真玉村    | 臼野村                     | 臼野村                      | 臼野村                          | 昭和29年3月31日 真玉村       | 昭和29年3月31日 真玉村          | 昭和30年1月1日 町制 真玉町                           | 平成17年3月31日 豊後高田市   | 豊後高田市 |
| 横内村     | 明治8年 東真玉村    | 臼野村                     | 臼野村                      | 臼野村                          | 昭和29年3月31日 真玉村       | 昭和29年3月31日 真玉村          | 昭和30年1月1日 町制 真玉町                           | 平成17年3月31日 豊後高田市   | 豊後高田市 |
| 山畑村     | 明治8年 東真玉村    | 臼野村                     | 臼野村                      | 臼野村                          | 昭和29年3月31日 真玉村       | 昭和29年3月31日 真玉村          | 昭和30年1月1日 町制 真玉町                           | 平成17年3月31日 豊後高田市   | 豊後高田市 |
| 和田新田   | 明治8年 西真玉村    | 西真玉村                   | 西真玉村                    | 昭和16年4月1日 真玉村           | 昭和29年3月31日 真玉村       | 昭和29年3月31日 真玉村          | 昭和30年1月1日 町制 真玉町                           | 平成17年3月31日 豊後高田市   | 豊後高田市 |
| 金屋村     | 明治8年 西真玉村    | 西真玉村                   | 西真玉村                    | 昭和16年4月1日 真玉村           | 昭和29年3月31日 真玉村       | 昭和29年3月31日 真玉村          | 昭和30年1月1日 町制 真玉町                           | 平成17年3月31日 豊後高田市   | 豊後高田市 |
| 大村       | 明治8年 西真玉村    | 西真玉村                   | 西真玉村                    | 昭和16年4月1日 真玉村           | 昭和29年3月31日 真玉村       | 昭和29年3月31日 真玉村          | 昭和30年1月1日 町制 真玉町                           | 平成17年3月31日 豊後高田市   | 豊後高田市 |
| 湯原村     | 明治8年 西真玉村    | 西真玉村                   | 西真玉村                    | 昭和16年4月1日 真玉村           | 昭和29年3月31日 真玉村       | 昭和29年3月31日 真玉村          | 昭和30年1月1日 町制 真玉町                           | 平成17年3月31日 豊後高田市   | 豊後高田市 |
| 徳六村     | 明治8年 西真玉村    | 西真玉村                   | 西真玉村                    | 昭和16年4月1日 真玉村           | 昭和29年3月31日 真玉村       | 昭和29年3月31日 真玉村          | 昭和30年1月1日 町制 真玉町                           | 平成17年3月31日 豊後高田市   | 豊後高田市 |
| 大平村     | 大平村              | 西真玉村                   | 西真玉村                    | 昭和16年4月1日 真玉村           | 昭和29年3月31日 真玉村       | 昭和29年3月31日 真玉村          | 昭和30年1月1日 町制 真玉町                           | 平成17年3月31日 豊後高田市   | 豊後高田市 |
| 庄屋村     | 明治8年 中真玉村    | 中真玉村                   | 中真玉村                    | 昭和16年4月1日 真玉村           | 昭和29年3月31日 真玉村       | 昭和29年3月31日 真玉村          | 昭和30年1月1日 町制 真玉町                           | 平成17年3月31日 豊後高田市   | 豊後高田市 |
| 浜村       | 明治8年 中真玉村    | 中真玉村                   | 中真玉村                    | 昭和16年4月1日 真玉村           | 昭和29年3月31日 真玉村       | 昭和29年3月31日 真玉村          | 昭和30年1月1日 町制 真玉町                           | 平成17年3月31日 豊後高田市   | 豊後高田市 |
| 恵良村     | 明治8年 中真玉村    | 中真玉村                   | 中真玉村                    | 昭和16年4月1日 真玉村           | 昭和29年3月31日 真玉村       | 昭和29年3月31日 真玉村          | 昭和30年1月1日 町制 真玉町                           | 平成17年3月31日 豊後高田市   | 豊後高田市 |
| 西畑村     | 明治8年 中真玉村    | 中真玉村                   | 中真玉村                    | 昭和16年4月1日 真玉村           | 昭和29年3月31日 真玉村       | 昭和29年3月31日 真玉村          | 昭和30年1月1日 町制 真玉町                           | 平成17年3月31日 豊後高田市   | 豊後高田市 |
| 常盤村     | 明治8年 中真玉村    | 中真玉村                   | 中真玉村                    | 昭和16年4月1日 真玉村           | 昭和29年3月31日 真玉村       | 昭和29年3月31日 真玉村          | 昭和30年1月1日 町制 真玉町                           | 平成17年3月31日 豊後高田市   | 豊後高田市 |
| 俣見村     | 明治8年 俣水村      | 朝田村                     | 朝田村                      | 朝田村                          | 朝田村                       | 朝田村                          | 昭和29年10月1日 大田村                               | 平成17年10月1日 杵築市の一部 | 杵築市     |
| 赤水村     | 明治8年 俣水村      | 朝田村                     | 朝田村                      | 朝田村                          | 朝田村                       | 朝田村                          | 昭和29年10月1日 大田村                               | 平成17年10月1日 杵築市の一部 | 杵築市     |
| 波多方村   | 明治8年 波多方村    | 朝田村                     | 朝田村                      | 朝田村                          | 朝田村                       | 朝田村                          | 昭和29年10月1日 大田村                               | 平成17年10月1日 杵築市の一部 | 杵築市     |
| 下波多方村 | 明治8年 波多方村    | 朝田村                     | 朝田村                      | 朝田村                          | 朝田村                       | 朝田村                          | 昭和29年10月1日 大田村                               | 平成17年10月1日 杵築市の一部 | 杵築市     |
| 白木原村   | 白木原村            | 朝田村                     | 朝田村                      | 朝田村                          | 朝田村                       | 朝田村                          | 昭和29年10月1日 大田村                               | 平成17年10月1日 杵築市の一部 | 杵築市     |
| 沓掛村     | 沓掛村              | 田原村                     | 田原村                      | 田原村                          | 田原村                       | 田原村                          | 昭和29年10月1日 大田村                               | 平成17年10月1日 杵築市の一部 | 杵築市     |
| 永松村     | 明治5年 永松村      | 田原村                     | 田原村                      | 田原村                          | 田原村                       | 田原村                          | 昭和29年10月1日 大田村                               | 平成17年10月1日 杵築市の一部 | 杵築市     |
| 岸奈村     | 明治5年 永松村      | 田原村                     | 田原村                      | 田原村                          | 田原村                       | 田原村                          | 昭和29年10月1日 大田村                               | 平成17年10月1日 杵築市の一部 | 杵築市     |
| 小野村     | 小野村              | 田原村                     | 田原村                      | 田原村                          | 田原村                       | 田原村                          | 昭和29年10月1日 大田村                               | 平成17年10月1日 杵築市の一部 | 杵築市     |
| 石丸村     | 石丸村              | 田原村                     | 田原村                      | 田原村                          | 田原村                       | 田原村                          | 昭和29年10月1日 大田村                               | 平成17年10月1日 杵築市の一部 | 杵築市     |

## 行政
歴代郡長
| 代 | 氏名 | 就任年月日                | 退任年月日                | 備考                   |
| -- | ---- | ------------------------- | ------------------------- | ---------------------- |
| 1  |      | 明治11年（1878年）11月1日 |                           |                        |
|    |      |                           | 大正15年（1926年）6月30日 | 郡役所廃止により、廃官 |